# Ryania speciosa
Ryania speciosa là một loài thực vật có hoa trong họ Liễu. Loài này được Vahl miêu tả khoa học đầu tiên năm 1796.